# Pokémon Rote und Blaue Edition
Pokémon Rote Edition (engl. Pokémon Red Version) und Pokémon Blaue Edition (englisch Pokémon Blue Version) sind die ersten zwei Pokémon-Spiele von Game Freak, die in Europa erschienen. Zunächst erschien Pokémon in Japan am 27. Februar 1996. Hierbei handelte es sich um die Spiele ポケットモンスター 赤 Poketto Monsutā Aka, deutsch ‚Pocket Monsters Rot‘ und ポケットモンスター 緑 Poketto Monsutā Midori, deutsch ‚Pocket Monsters Grün‘. Am 8. Oktober 1999 erschien Pokémon auch in Europa für den Game Boy. Die Gelbe Edition, eine Spezial-Version, erschien in jeder Region etwa ein Jahr nach den zwei Originalen. Diese drei Spiele (die Rote Edition, die Blaue Edition und die Gelbe Edition) bilden zusammen mit Pokémon Stadium die erste Generation der Pokémon-Spiele.
Die Handlung der Roten und Blauen Edition spielt in der fiktiven Region Kanto und folgt dem Protagonisten, der das Ziel hat, alle 151 Pokémon zu fangen und der beste Trainer der Welt zu werden.
Die Rote und Blaue Edition erhielten eine ausführliche Berichterstattung in Videospielmagazinen mit sehr guten Kritiken. Vor allem die Mehrspieler-Optionen und das „Tauschkonzept“ wurden gelobt. Die Spiele markierten den Startpunkt für ein Multi-Milliarden-Dollar-Franchise, welches mehrere Millionen Mal weltweit verkauft wurde und für neuen Erfolg des Game Boy sorgte.
Die Spiele lösten weltweit einen unerwarteten Hype aus. Pokémon wurde zunächst in einer kleinen Auflage produziert, doch die Nachfrage stieg rasant, sodass Nintendo Merchandise produzierte und Pokémon weltweit veröffentlichte. Die Spieleserie ist mit über 480 Millionen verkauften Einheiten eine der meistverkauften weltweit.
Mit den Editionen Feuerrot und Blattgrün erschienen 2004 Neuauflagen der Originalspiele für Game Boy Advance. 2018 folgten mit Let’s Go, Pikachu! und Let’s Go, Evoli! Remakes der Gelben Edition für Nintendo Switch.

## Handlung
Die Rote und Blaue Edition spielen in der fiktiven Region Kanto, deren Vorbild die Region Kantō in Japan war und enthält 151 Pokémon, die dort zu fangen sind. In der Region gibt es viele Dörfer, Städte (Citys) und Routen, welche die verschiedenen Orte miteinander verbinden. Manche Orte sind nur erreichbar, wenn ein Pokémon des Spielers eine besondere Fähigkeit erlernt (durch Versteckte Maschinen, kurz VM), oder indem man ein besonderes Item besitzt.
Der stille Held Rot der Roten und Blauen Edition ist ein Junge aus Alabastia (jap.: マサラ タウン Masara Town, engl.: Pallet Town). Nachdem er das Dorf verlassen will, warnt eine Stimme den Spieler, zu stoppen. Professor Eich, ein berühmter Pokémon-Forscher, erklärt dem Spieler, dass viele wilde Pokémon in der Wildnis leben und es gefährlich ist alleine aufzubrechen. Er nimmt den Spieler mit in sein Labor, wo dieser Eichs Enkel Blau kennenlernt, der ebenfalls ein Pokémon-Trainer werden möchte. Der Spieler und sein Rivale werden aufgefordert, sich ein Starter-Pokémon (Glumanda, Schiggy oder Bisasam) auszusuchen. Der Rivale fordert den Spieler danach zu einem Kampf mit den gerade erhaltenen Pokémon heraus. Dies wird er im Spielverlauf noch öfter tun.
Während er die verschiedenen Städte der Region erkundet, muss der Spieler bestimmte Hallen – im Spiel Arena genannt – betreten. In diesen Arenen kämpft der Spieler gegen die dortigen Arenaleiter, um jeweils einen der acht Orden zu erhalten. Sobald der Spieler alle acht Orden besitzt, kann er die Pokémon-Liga betreten, in welcher sich die besten Trainer der Welt befinden. Der Spieler bekämpft hier die Top Vier und danach den Champion, den Rivalen Blau Eich. Sobald der Spieler die Kämpfe gewonnen hat, ist er selber Champion der Kantoregion.
Als Champion ist der Zutritt zur Azuria-Höhle gewährt. Dort leben neue und starke Pokémon, allen voran das legendäre Mewtu.
Ein weiterer Bestandteil der Handlung sind die Kämpfe gegen Team Rocket, eine kriminelle Organisation, die Pokémon zu bösen Zwecken missbraucht.

## Spielprinzip

### Allgemein
Wie in vielen Rollenspielen üblich, spielt man die Rote und Blaue Edition in der Third-Person-Perspektive/Vogelperspektive. So steuert man den Protagonisten durch die fiktive Welt und kann mit Objekten und Personen durch Drücken der A-Taste interagieren. Wenn der Spieler die Welt erkundet, durchforstet er viele unterschiedliche Terrains, wie Gras-Felder, Wälder, Höhlen oder Seen; in welchen unterschiedliche Pokémon-Arten leben. Wenn der Spieler zufällig auf ein Pokémon oder einen Trainer trifft, verwandelt sich das Feld in einen rundenbasierten „Kampfbildschirm“, in der die Pokémon gegeneinander kämpfen.
Ein Hauptaspekt des Spiels ist, seine Pokémon durch Kämpfe zu trainieren und sie zu entwickeln. Dieses System ist charakteristisch für jedes Pokémon-Videospiel. Jedes Pokémon, das einen Kampf gewonnen hat, erhält Erfahrungspunkte und steigt eventuell einen Level auf. Wenn der Level eines Pokémons steigt, wird es stärker und lernt gegebenenfalls neue Attacken dazu. Das ultimative Ziel von Pokémon ist aber, den Pokédex zu komplettieren, indem man Pokémon tauscht, fängt und weiterentwickelt.

### Verbindung mit den Spielen
Die Rote und Blaue Edition erlauben dem Spieler, Pokémon zwischen zwei verschiedenen Spielen mittels eines Link-Kabels zu tauschen. Dies ist auch notwendig, um alle Pokémon zu erhalten und den Pokédex zu vervollständigen, da es einige Pokémon gibt, die nur in jeweils einer der beiden Editionen vorhanden sind. Jedoch sind die Versionen einer Sprache nicht kompatibel mit denen einer anderen Sprache. So ist es z. B. nicht möglich, eine deutsche Edition mit einer englischsprachigen zu verbinden. Durch die Verbindung via Link-Kabel ist es auch möglich, gegen die Pokémon eines anderen Spielers zu kämpfen. Wenn die Rote oder Blaue Edition auf einem Game Boy Advance oder Advance SP gespielt wird, funktioniert das Standard GBA/SP Link-Kabel nicht; der Spieler benötigt hierfür das „Nintendo Universal Game Link Cable“.
Der Hauptunterschied zwischen den Editionen und der Anlass zum Tauschen zwischen den Spielen sind Pokémon, die es in der jeweiligen Edition nicht zu fangen gibt. In der Roten und Blauen Edition (bzw. der japanischen Red, Green und Blue Version) gibt es jeweils 11 editionsspezifische Pokémon die dort nicht gefangen werden können, in der Gelben Edition sind es 13 Pokémon:
| Pokémon          | Rote Edition | Blaue Edition (international) / Grüne Edition (Japan) | Blaue Edition (Japan) | Gelbe Edition |
| ---------------- | ------------ | ----------------------------------------------------- | --------------------- | ------------- |
| 013 – Hornliu    | ja           | ja                                                    | ja                    | nein          |
| 014 – Kokuna     | ja           | ja                                                    | ja                    | nein          |
| 015 – Bibor      | ja           | ja                                                    | ja                    | nein          |
| 023 – Rettan     | ja           | nein                                                  | nein                  | nein          |
| 024 – Arbok      | ja           | nein                                                  | nein                  | nein          |
| 026 – Raichu     | ja           | ja                                                    | ja                    | nein          |
| 027 – Sandan     | nein         | ja                                                    | ja                    | ja            |
| 028 – Sandamer   | nein         | ja                                                    | ja                    | ja            |
| 037 – Vulpix     | nein         | ja                                                    | nein                  | ja            |
| 038 – Vulnona    | nein         | ja                                                    | nein                  | ja            |
| 043 – Myrapla    | ja           | nein                                                  | ja                    | ja            |
| 044 – Duflor     | ja           | nein                                                  | ja                    | ja            |
| 045 – Giflor     | ja           | nein                                                  | ja                    | ja            |
| 052 – Mauzi      | nein         | ja                                                    | ja                    | nein          |
| 053 – Snobilikat | nein         | ja                                                    | ja                    | nein          |
| 056 – Menki      | ja           | nein                                                  | nein                  | ja            |
| 057 – Rasaff     | ja           | nein                                                  | nein                  | ja            |
| 058 – Fukano     | ja           | nein                                                  | ja                    | ja            |
| 059 – Arkani     | ja           | nein                                                  | ja                    | ja            |
| 069 – Knofensa   | nein         | ja                                                    | nein                  | ja            |
| 070 – Ultrigaria | nein         | ja                                                    | nein                  | ja            |
| 071 – Sarzenia   | nein         | ja                                                    | nein                  | ja            |
| 109 – Smogon     | ja           | ja                                                    | ja                    | nein          |
| 110 – Smogmog    | ja           | ja                                                    | ja                    | nein          |
| 123 – Sichlor    | ja           | nein                                                  | ja                    | ja            |
| 124 – Rossana    | ja           | ja                                                    | ja                    | nein          |
| 125 – Elektek    | ja           | nein                                                  | nein                  | nein          |
| 126 – Magmar     | nein         | ja                                                    | nein                  | nein          |
| 127 – Pinsir     | nein         | ja                                                    | ja                    | ja            |

Mit der Roten und Blauen Edition kann man auch Pokémon mit der zweiten Generation von Pokémon-Spielen tauschen, der Goldenen Edition, der Silbernen Edition und der Kristall-Edition. Allerdings ist eine solche Verbindung nur möglich, wenn das Pokémon-Team keine Pokémon der zweiten Generation enthält; es dürfen also nur Pokémon sein, die auch in der Roten und Blauen Edition vorhanden sind. Durch die Verwendung des Transfer Paks für den Nintendo 64 ist es möglich, Daten, wie Items aus der Roten und Blauen Edition in den Nintendo-64-Spielen Pokémon Stadium und Pokémon Stadium 2 zu benutzen. Die Rote und Blaue Edition sind nicht kompatibel mit den Pokémon-Spielen der späteren „Advanced Generation“ für den Game Boy Advance oder den GameCube.

## Entwicklung
Das Konzept der Pokémon-Reihe stammt von der Freizeitbeschäftigung des Insektensammeln, der der Spieleentwickler Satoshi Tajiri als Kind gerne nachging. Als er älter wurde, beobachtete er, dass der Ort, in dem er lebte, immer städtischer wurde und die Insektenpopulation abnahm. Tajiri bemerkte, dass die Kinder nun in ihren Wohnungen spielten, anstatt rauszugehen und dabei kam ihm die Idee eines Videospiels mit kleinen Monstern zum Sammeln, Pokémon genannt.
Als der Game Boy veröffentlicht wurde, hielt er dieses System perfekt für seine Idee, vor allem aufgrund des Link-Kabels, wodurch Spieler Pokémon untereinander tauschen können. Dieses Konzept des Tauschens war etwas völlig Neues in der Videospielindustrie. „I imagined a chunk of information being transferred by connecting two Game Boys with special cables, and I went wow, that’s really going to be something!“ (Zu Deutsch in etwa: „Ich stellte mir einen Informationsbrocken vor, der übertragen wird, indem zwei Game Boys mit einem speziellen Kabel verbunden werden, und ich dachte: ‚Toll, das wird wirklich etwas!‘“), sagte Tajiri.
Tajiri dachte immer, dass Nintendo sein Spiel ablehnen würde, da der Betrieb nicht gleich das Konzept verstand. Aber die Spiele wurden ein voller Erfolg, was Tajiri und Nintendo niemals erwartet haben, vor allem nicht wegen der geringer werdenden Popularität des Game Boys. In Japan wurden die ersten Editionen, Pocket Monsters Rot (ポケットモンスター 赤, Poketto Monsutā Aka) und Pocket Monsters Grün (ポケットモンスター 緑, Poketto Monsutā Midori), veröffentlicht. Sie verkauften sich rapide, auch weil einige Leute beide Versionen kauften. Einige Monate später wurde Pocket Monsters Blau (ポケットモンスター 青, Poketto Monsutā Ao) veröffentlicht, mit verbesserter Grafik und leichten Unterschieden zur japanischen Rot und Grün. Rot und Blau wurden etwa zwei Jahre später in den USA als Pokémon Red Version und Pokémon Blue Version veröffentlicht.

## Spezial-Editionen und Remakes

### Pocket Monsters: Blue Version
Pocket Monsters Blau (ポケットモンスター 青, Poketto Monsutā Ao) ist eine am 15. Oktober ausschließlich in Japan erschienene Spezialversion, die zunächst nur via Mailorder bestellt werden konnte. Am 10. Oktober 1999 wurde diese Version erneut für den japanischen Einzelhandel veröffentlicht. Hauptunterschiede von Blau im Vergleich zu Rot und Grün sind die neu gezeichneten Pokémon-Sprites und die Auswahl der im Spiel zu fangenden Pokémon. Technisch wurden zudem mehrere Bugs behoben. Pocket Monsters Blau bildet die technische Grundlage für die später international veröffentlichten Pokémon Rote Edition und Pokémon Blaue Edition, während sich die anzutreffenden Pokémon an Rot und Grün orientieren.

### Pokémon Gelbe Edition: Special Pikachu Edition
Die Gelbe Edition ist das vierte Spiel der Pokémon-Videospiel-Serie, welches in Japan erschien, und das dritte in Nordamerika, Europa, und Australien. Das Spiel ist eine geänderte Version der vorherigen Titel Rote und Blaue Edition und zeigt Pikachu auf seiner Verpackung. Es erschien für den Game Boy in Japan am 12. September 1998 als Pocket Monsters Pikachu (ポケットモンスターピカチュウ Poketto Monsutā Pikachū), in Nordamerika am 1. Oktober 1999, in Europa am 16. Juni 2000 und in Australien auch im Jahr 2000.
Die Handlung und die Spielmechanik der Gelben Edition ist weitestgehend dieselbe wie in der Roten und Blauen Edition, bietet aber auch einige Änderungen, die das Spiel der ab 1997 ausgestrahlten Pokémon-Animeserie näher bringen. Wie Ash Ketchum im Anime erhält auch der Spieler Pikachu als sein Start-Pokémon. Anders als in der Roten und Blauen Edition läuft Pikachu hinter dem Spieler her, wenn es sich im Team des Spielers befindet und zeigt auch Emotionen; es reagiert z. B. darauf, wenn der Spieler bestimmte Orte betritt. Wenn der Spieler mit Pikachu spricht, taucht eine Box auf, welche Pikachus derzeitige Stimmung als Gesichtsausdruck zeigt. Außerdem kann man in der Gelben Edition alle drei Starter-Pokémon aus der Roten und Blauen Edition erhalten, und die Charaktere der Animeserie, Jessie, James, Mauzi, tauchen im Spiel auf.
Auf dem Titelbildschirm, beim Ansprechen und beim Einsatz im Kampf ist bei Pikachu statt eines digital erzeugten Geräuschs, welches den Ruf eines Pokémons darstellen soll, die Stimme von Ikue Ōtani zu hören, die in allen Synchronfassungen des Anime das Pokémon Pikachu spricht. Die Gelbe Edition ist damit das einzige Game-Boy-Spiel mit einer Sprachausgabe.
Das Spiel wurde damals das am schnellsten verkaufte Handheld-Spiel. Es schaffte es ins Guinness-Buch der Rekorde im Jahr 2001, da innerhalb eines Monats eine Million Kopien des Spiels verkauft wurden. Die Gelbe Edition erhielt außerdem gute Kritiken, einen Aggregate Score von 85,5 % bei GameRankings. GameSpot bewertete es als „Great“ (Großartig) mit 8,9/10 Punkten, und IGN gab ihm „meisterhafte“ 10 von 10 Punkten, und fügte noch hinzu „The game is super easy to pick up and play, yet it’s challenging in its own right. And it’s addictive.“ (‚Das Spiel ist superleicht zu verstehen und zu spielen, dennoch ist es eine Herausforderung für sich. Und es macht süchtig.‘). Insgesamt konnte sich die Gelbe Edition für Nintendos Game Boy rund 14,64 Millionen Mal verkaufen, unberücksichtigt späterer Neuveröffentlichungen im Virtual-Console-Programm.

### Pokémon Feuerrote Edition und Pokémon Blattgrüne Edition
Pokémon Feuerrote Edition und Pokémon Blattgrüne Edition sind Remakes der japanischen Originalspiele Rot und Grün für Game Boy Advance. Die Spiele erschienen erstmals in Japan im Januar 2004. Sie wurden von Game Freak entwickelt und von Nintendo veröffentlicht. Die Spiele übernehmen größtenteils sowohl die Handlung als auch die Spielmechaniken aus Pocket Monsters Rot und Grün.
In den beiden Spielen sind alle Pokémon der Original-Game-Boy-Spiele enthalten, zusammen mit vielen aus späteren Spielen. Beide Spiele sind unabhängig voneinander, folgen aber größtenteils der gleichen Handlung in der fiktiven Welt Kanto. Der Spieler muss mit seinem Charakter das Abenteuer, der beste Trainer zu werden, meistern.
Nach dem Besiegen der Top 4 und dem Erhalt des Nationaldex’ wird jedoch die Handlung, im Gegensatz zu den Originalspielen, um Team Rocket weitergeführt. Auf den Sevii Eilanden (neun Inseln, von denen jedoch nur sieben ohne spezielle Events zugänglich sind) soll man einen Rubin und einen Saphir finden, um eine Maschine in Betrieb zu nehmen, die es einem erlaubt, mit Hoenn tauschen zu können. Auf der Suche trifft man des Öfteren mit Team Rocket zusammen. Hier sind zudem viele Pokémon aus Johto anzutreffen.

### 3DS-Portierung
Während der Nintendo Direct im November 2015 kündigte Nintendo alle drei Spiele der ersten Generationen für den eShop der Nintendo 3DS-Familie an. Die Link-Kabel-Funktion der Game-Boy-Klassiker ist durch eine drahtlose Funktion ersetzt worden. Dadurch kann man mit Freunden Pokémon tauschen und gegeneinander antreten lassen. Die Spiele erschienen am 27. Februar 2016.

## Rezeption

### Verkaufserfolg
Die Rote und Blaue Edition setzten neue Maßstäbe in Sachen „Blockbuster-Spiel“. Pokémon wurde zu einem Multi-Milliarden-Dollar Franchise; in Japan wurden Rot, Grün und Blau zusammen über 10,23 Millionen Mal verkauft. In den Vereinigten Staaten verkauften sich die Rote und Blaue Edition 8,6 Millionen Mal.

### Rezensionen
Der Erfolg der Spiele wurde vor allem auf die innovative Spielidee zurückgeführt. Laut einer Veröffentlichung der Columbia Business School bevorzugen japanische wie auch amerikanische Kinder ein gutes Gameplay stärker als visuelle Effekte. Der Mangel dieser künstlichen Effekte rege die Vorstellung und die Kreativität des Kindes an.
Die Spiele erhielten gute Kritiken, und vor allem der Mehrspieler-Modus wurde gelobt; die Möglichkeit, Pokémon mit anderen Spielern zu tauschen und mit diesen zu kämpfen. Craig Harris von IGN nannte das Spiel „meisterhaft“ und vergab 10 von 10 Punkten. „Selbst wenn du die Quest abschließt, hast du vielleicht noch nicht alle Pokémon im Spiel. Die Herausforderung, sie alle zu fangen, ist wirklich der größte Reiz des Spiels“. Peter Bartholow von GameSpot betitelte die Spiele als „großartig“ und vergab 8,8 von 10 Punkten, bemängelte aber die Grafik und die „primitiven“ Audio-Effekte.

### Retrospektive Kritik
Die Rote und Blaue Edition erreichten den 72. Platz in IGN's Top 100 Games of All Time im Jahr 2003. Die Tester fügten an, dass diese zwei Spiele eine „Revolution starteten“ und lobten das Spieldesign sowie die komplexen Strategien und die Tauschmöglichkeit. Zwei Jahre später kletterte Pokémon auf den 70. Platz der aktualisierten Liste. Diesmal vermerkten die Redakteure, dass das Spiel einige Nachfolger inspirierte und den Grundstein für eine TV-Serie, Filme und anderes Merchandise legte; dadurch ist Pokémon eng in der Popkultur verwurzelt. 2007 rangierten die Rote Edition und die Blaue Edition an 37. Stelle der aktualisierten IGN-Liste.

“For everything that has come in the decade since, it all started right here with Pokémon Red/Blue. Its unique blend of exploration, training, battling and trading created a game that was far more in-depth than it first appeared and one that actually forced the player to socialize with others in order to truly experience all that it had to offer. The game is long, engrossing and sparkles with that intangible addictiveness that only the best titles are able to capture. Say what you will about the game, but few gaming franchises can claim to be this popular ten years after they first hit store shelves.”

„Alles, was in den zehn Jahren seither passiert ist, begann mit Pokémon Rot/Blau. Die einzigartige Mischung aus Erkundung, Training, Kämpfen und Tauschen schuf ein Spiel, das viel tiefgründiger war, als es zunächst den Anschein hatte, und das den Spieler tatsächlich dazu zwang, sich mit anderen zu treffen, um wirklich alles zu erleben, was es zu bieten hatte. Das Spiel ist lang, fesselnd und versprüht jenen unfassbaren Suchtfaktor, den nur die besten Titel zu erzeugen vermögen. Man kann über das Spiel sagen, was man will, aber nur wenige Spielserien können behaupten, dass sie zehn Jahre nach ihrem ersten Erscheinen so beliebt sind.“

Die Spiele legten das Fundament für den Start eines erfolgreichen Multi-Milliarden-Euro-Franchises. Fünf Jahre nach dem anfänglichen Erscheinen der Roten und Blauen Edition feierte Nintendo seine „Pokémoniversary“. George Harrison, der Senior Vice President of Marketing and Corporate Communications von Nintendo of America Inc., sagte – ins Deutsche übersetzt – „Fünf Jahre später haben sich die wertvollen Juwelen [die Rote und Blaue Edition] in Rubin und Saphir entwickelt. Die Veröffentlichung von Pokémon Pinball startet eine Reihe neuer Pokémon Abenteuer, die in den nächsten Monaten vorgestellt werden.“ Seitdem wurden mehr als 175 Millionen Kopien von Pokémon-Spielen verkauft.
Nach einer Aktualisierung der Bewertungskriterien des europäischen Alterseinstufungssystems PEGI würden die Rote, Blaue und Gelbe Edition heute wegen Glücksspielinhalten in den Spielhallen der Pokémon-Welt eine Einstufung ab 18 Jahren („adults only“) erhalten. Obwohl Neuveröffentlichungen bereits erschienener Titel nicht von der Änderung betroffen sind, wurden die entsprechenden Elemente in den 3DS-Portierungen der drei Pokémon-Editionen von 2016 entfernt.

## Glitches
Die Rote und Blaue Edition sind bekannt für ihre Glitches, wie „Missingno.“, „Sunny Town“ und den „Mew-Glitch“. Missingno. ist der wohl bekannteste Programmfehler im Spiel und ermöglicht dem Spieler, den sechsten Gegenstand innerhalb des Inventars auf 128 Exemplare aufzustocken. Aufgrund der technischen Limitierung der genutzten Hardware teilten die Spiele der ersten Generation eine Variable für mehrere Spiel-relevanten Daten, wodurch eine Vielzahl von Fehlern durch gezielte Manipulationen möglich war. Das Spiel habe mitunter deshalb immer noch eine relativ gesehen große Fan-Gemeinde. Die ersten Anmerkungen zu MissingNo. wurden von Nintendo of America im Mai 1999 angemerkt, wobei der Leser gewarnt wurde, das Spiel könne bei jedem Kontakt mit diesem Pokémon langzeitige Schäden am Spielstand hervorrufen. Von offizieller Seite wurden die Glitches aus der ersten Generation in den meisten Fällen als „gefährlich für den Spielstand“ beschrieben. In Wahrheit sind die meisten dieser Programmierfehler bei korrekter Ausführung nicht Spielstands-gefährdend.
Entgegen dem Glauben, dass diese jedoch alle erfunden sind, berichteten viele Spieler, ihr Speicherstand sei eine Zeit lang nach der Aktivierung des Glitches plötzlich gelöscht worden.

### Missingno.
Kurz für Missing Number (englisch fehlende Nummer); Gilt als inoffizielles Pokémon der Roten und Blauen Edition. Es kann unter besonderen Umständen bekämpft, gefangen und besiegt werden. Bei Begegnung dupliziert es den Gegenstand an sechster Stelle im Beutel des Spielers.
Dies geschieht aufgrund der 8-Bit Limitierung des Game-Boys, welche den Wert einzelner Variablen auf 256 begrenzt, wie auch auf der mehrfachen Nutzung von Hexadezimalzahlen. Der Programmfehler kann das Spiel bei falscher Ausführung zum Absturz bringen oder einige Grafikfehler in z. B. Dialogen auslösen, diese Fehler werden allerdings bei einem Neustart beseitigt. Der MissingNo. Glitch (auch Old-Man Glitch (englisch Alter-Mann-Glitch)) ist das Resultat zweier nicht im Programmcode des Spieles berücksichtigten Ereignisse. Der erste Fehler liegt im Zufalls-Kampf-System: Jedes Areal wird temporär mit einer Daten-Liste verwiesen, welche benutzt wird, um dem Spieler den Kampf mit spezifischen Pokémon in den vorher zugeschriebenen Arealen zu ermöglichen. Allerdings gibt es wenige Felder im Spiel, welche zwar Kämpfe mit Pokémon erlauben, und trotzdem mit keiner Daten-Liste direkt verlinkt sind – Bei solchen Fällen greift der Programmcode auf die Daten-Liste des vorher besuchten Areals zurück. Der zweite Faktor ist mit dem im Spiel befindlichen Tutorial verbunden, welches kurzzeitig den Namen des Spielers aus technischen Gründen in der Variable für wilde Pokémon-Kämpfe speichert (Der Name Old-Mann Glitch kommt daher, dass das Tutorial durch das Ansprechen eines NPC begonnen wird, der als alter Mann dargestellt ist). Dadurch greift das Spiel auf die Hexadezimalzahl des Spielernamens zu, welche ein Kampf mit einem nicht existierenden Pokémon initiiert. Dieselbe Hexadezimalzahl wird für die Anzahl des im sechsten Slots befindlichen Gegenstands des Beutels genutzt, weshalb dieser Wert mit 128 überschrieben wird, irrelevant vom Gegenstandstyp. Somit können auch Gegenstände (englisch auch Items) multipliziert werden, die eigentlich nur einmal pro Spielstand akquiriert werden sollten – Sonderbonbons, welche als Einmal-Item für ein Level-Up bei einem beliebigen, eigenen Pokémon genutzt werden können und nur begrenzt verfügbar sein sollten, oder Meisterbälle, die das Einfangen eines jeden wilden Pokémons innerhalb eines Kampfes garantieren (und nur einmal pro Spielstand gefunden werden können), sind die beliebtesten Wahlen für diesen Glitch.

### Trainer-Fly Glitch
Der Mew-Glitch wird durch das Ausnutzen des Trainer-Fly Glitch (deut. Trainer-Fliegen Glitch) möglich. Er entsteht durch das Begegnen eines sog. „Long-Range Trainers“ und das darauffolgende Entkommen. Sie heißen „Long-Range Trainer“ (deut. Lange-Reichweite Trainer), da sie den Spieler schon aus maximal-möglicher Entfernung heraus entdecken können, wobei viele Trainer nur wenige Felder als Sichtweite besitzen und dem Spieler bei Sichtweite entgegenkommen. Sobald das Spiel einen beliebigen Trainer aus dem Speicher lädt (falls sich der Spieler auf der entsprechenden Kartenposition bewegt) sieht der NPC innerhalb des ersten Frames immer nach Süden. Im nächsten Frame lädt das Spiel die Information über die Blickrichtung (Nord, Ost, Süd oder West) und wird erst dann aktualisiert. Dadurch kann der Spieler, falls er nicht aus südlicher Richtung dem Trainer entgegentritt, innerhalb des ersten Frames das Spiel mithilfe der Start-Taste auf dem Game-Boy pausieren und (mithilfe eines Pokémon das die namensgebende Fähigkeit (Verstecke Maschine / Attacke) Fliegen oder Teleport besitzt, bzw. das Item Fluchtseil innerhalb seines Beutels hat) somit dem tatsächlichen Kampf entfliehen sowie die Bewegung des Trainers zum Spieler unterbrechen. Der Programmcode des Spiels überschreibt dadurch verschiedene Variablen für einen Kampf (obwohl sich der Spieler nun nicht in einem befindet), was den Code dazu veranlagt bei der nächstmöglichen Gelegenheit ein Dialog-Feld für einen Kampf zu öffnen.
Der Spieler muss nun zunächst einen Trainer bekämpfen, welcher dem Spieler mindestens ein Feld entgegenkommt, da das Spiel auf eine Bewegung eines NPCs wartet, um den Kampf anzeigen zu können. Ebenfalls überschreibt dieser Kampf die Variablen, die durch das Unterbrechen des zuvor entflohenen Kampfes korrumpiert wurden. Der Spezial-Statuswert des zuletzt bekämpften Pokémon ist relevant für das gewünschte Resultat (entw. ein gewünschter Kampf gegen ein Trainer oder ein wildes, somit fangbares Pokémon). Zwischen dem Entfliehen und dem Kampf zum Manipulieren der Variablen sind die Tasten A, B und START am Game Boy wirkungslos außerhalb eines Kampfes oder einer im Spiel befindlichen PC-Nutzung.
Sobald der Spieler in dasselbe Areal zurückkehrt, von dem er zuvor floh, lädt das Spiel sofort die Variablen für den unterbrochenen Kampf, um diesen abzuschließen. Um herauszufinden, welcher Kampf unterbrochen wurde, wählt das Spiel fälschlicherweise den letzten Hexadezimalwert für den Kampf, der praktischerweise temporär mit dem Spezial-Statuswert des zuletzt begegneten Pokémon beschrieben ist (falls der Glitch wie hier beschrieben ausgeführt wurde), unbeachtet ob das zuletzt begegnete Pokémon besiegt wurde, entflohen ist, oder gesiegt hat. Somit kann das Resultat, also welche Kampfsituation nun geladen wird, vom Spieler individuell manipuliert werden. Das Spiel lädt nun die Kampfsituation, und der Glitch gilt nach dem Beenden des Kampfes (egal auf welche Art und Weise) ebenfalls als beendet, da der Spieler erfolgreich den Kampf beendet hat, den das Spiel für den unterbrochenen Kampf hielt.
In Japan ist der Glitch häufig als „Fünfte Methode“ (jap. fifth法) bekannt, benannt nach dem Nutzer „fifthヽ(´ー｀)ノ◆Fi3PJTZKLQ“, welcher ihn entdeckte und auf 2ch veröffentlichte. Ebenfalls oft genutzt wird Spezial Begegnungs-Glitch (jap. とくしゅエンカウント).

### Mew-Glitch
Der Mew-Glitch ist eine Unterform des Trainer-Fly Glitches, welches eigentlich das Fangen jedes beliebigen Pokémon oder das Initiieren beliebiger Trainer-Kämpfe ermöglicht. Er wird deshalb so genannt, da er das spezifische Fangen vom Pokémon Mew ermöglicht. Da Mew in den Spielen der ersten Pokémon-Generation mit Dragoran die zweithöchsten Statuswerte hatte und außerhalb besonderer Events nicht gefangen werden konnte, war es sehr beliebt und trug so maßgeblich zur Popularisierung des Glitches bei. Dabei soll der Spieler einen spezifischen Trainer bekämpfen, welcher zufällig ein Flegmon mit dem Spezial-Statuswert von 21 besitzt. Dieser Wert korrespondiert mit der ID von Mew (Hex. 15), weshalb das resultierende Pokémon Mew ist. Durch die sehr spezifischen Anleitungen und unmissverständlichen und relativ unkomplizierten Schritt für Schritt-Anweisungen war es selbst für Spieler jungen Alters einfach durchführbar, wodurch der Mew-Glitch einen globalisierenden Effekt hatte. Er wurde erstmals 2003 an die Öffentlichkeit getragen.
Weitere Glitches, wie der “Item-Underflow (englisch Gegenstands-Unterlauf) Glitch”, der “EXP.-Underflow (Erfahrungspunkt-Unterlauf) Glitch” und die “Select Glitches (nur in der original jap. Version aufgrund Veränderungen & Überarbeitung des Codes Zwecks Veröffentlichung im westlichen Markt)” nutzen alle ähnliche Fehler im Spielcode, bzw. der technischen Limitation, und werden häufig bei Speedruns der Roten, Blauen und Gelben Edition genutzt.